# Ravbar
Ravbar je kranjska plemiška rodbina, pobaronjena v 16.stoletju. Prvi v listinah tega rodu je bil Matija Englschalk (* ok. 1370)
Ravbar je priimek več znanih Slovencev:
- Adam Ravbar, vitez iz 16. stoletja
- Bogdan Ravbar (*1969), kolesar
- Nikolaj Ravbar, vitez iz 15. - 16. stoletja
- Alojz (-Egon) Ravbar (1912—1972), pisatelj
- Bojan Ravbar (*1936), rimskokatoliški duhovnik, teolog in prevajalec
- Bor Ravbar, režiser
- Ciril Ravbar, policist in veteran vojne za Slovenijo
- Franc Ravbar - Vitez (1913—1943), partizan, narodni heroj
- Igor Ravbar, konservator-restavrator Narodnega muzeja, eksperimentalni arheolog, rezbar in keramik
- Krištof Ravbar (1478—1536), drugi ljubljanski škof, diplomat in vojaški strateg
- Lovro Ravbar (*1977), klasični in jazz-saksofonist, skladatelj
- Marjan Ravbar (*1947), geograf
- Matjaž Ravbar (*1980), vojaški zgodovinar
- Miroslav Ravbar (1911—2009), šolnik, literarni zgodovinar in prevajalec
- Nada (Ravbar) Morato (1927—2023), učiteljica, domoznanka, folkloristka (zbiralka ljudskega izročila)
- Nataša Viršek Ravbar/Nataša Ravbar (*1976?), geografinja, krasoslovka
- Uroš Ravbar (*1973), popotnik in fotograf, turistični/popotni organizator
- Vojka Ravbar (*1954), ekonomistka, bančnica